# Paolo Maria Paciaudi

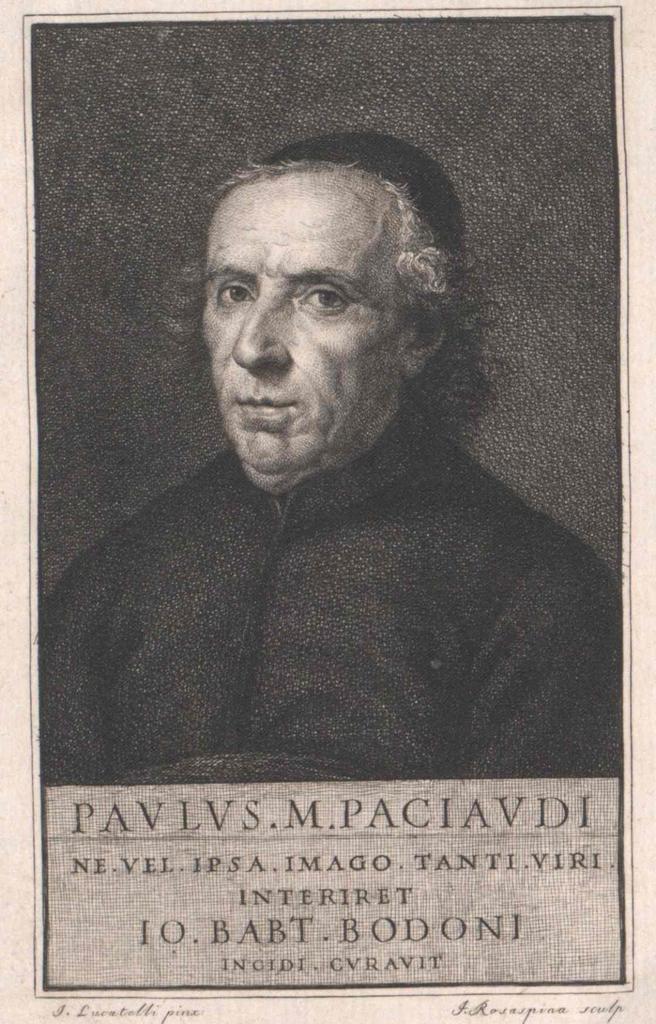
Porträt Paciaudis von Giambattista Bodoni (um 1770), Porträtsammlung der Österreichischen Nationalbibliothek in Wien

Paolo Maria Paciaudi (* 23. November 1710 in Turin; † 2. Februar 1785 in Parma) war ein italienischer katholischer Geistlicher, Bibliothekar und Antiquar (insbesondere Numismatiker und Epigraphiker). Paciaudi gilt als einer der zentralen Antiquare der europäischen Aufklärung.

## Leben, Leistungen und Wirkung
Paciaudi war der Sohn eines Hofarztes. Er besuchte zunächst die Jesuitenschule in Turin, danach die Universität Turin. Nach einem Novizenjahr im Theatinerorden in Venedig wurde er 1729 Mitglied dieses Ordens. Es folgte das Studium der Philosophie, Physik und Mathematik an der Universität Bologna, danach das der Theologie an der Universität Rom. Anschließend war Paciaudi einige Zeit Diakon im Bistum Turin und lehrte an der Universität Genua Philosophie. Dort war er einer der Ersten  in Italien, die die Forschungsergebnisse Isaac Newtons lehrten. Es folgten etwa zehn Jahre als Wanderprediger, unter anderem auf Malta. In dieser Zeit hatte er bei seinen europaweiten Reisen Kontakt mit vielen bedeutenden Personen seiner Zeit und Zugang zu vielen Denkmalen, laufenden Ausgrabungen und Sammlungen. Als er aus gesundheitlichen Gründen seine Tätigkeit als Wanderprediger aufgeben musste, wurde er ab dem 23. Juni 1745 beim Erzbischof von Neapel, Kardinal Giuseppe Spinelli, Buchrevisor des Sanctum Officium. In dieser Position hatte er die Genehmigung, auch verbotene Bücher sowohl der Profan- als auch der Kirchengeschichte zu lesen. 1750 ging Paciaudi nach Rom, wo er Historiker des Malteserordens und 1753 Generalprokurator des Theatinerordens wurde, 1757 auch Generalprokurator des Malteserordens. In seiner römischen Zeit hatte er ein gutes persönliches Verhältnis zu Papst Benedikt XIV.
1761 wurde Paciaudi Bibliothekar beim Herzog von Parma, Philipp I. von Bourbon; gefördert wurde er vom Minister Guillaume Du Tillot. Er erhielt den Auftrag, eine öffentliche Bibliothek, die Reale Biblioteca di Parma (auch Biblioteca Palatina), aufzubauen, ein Projekt, das er ab 1762, nicht zuletzt mit Hilfe seiner vielen europäischen Verbindungen, in großem Stil anging und für das er Bücher in großer Zahl ankaufte. Er bereiste dazu verschiedene Städte in Italien und Frankreich, auch um sich über Fragen der Katalogisierung und Aufstellung der Bücher in Bibliotheken zu informieren. So begleitete er beispielsweise 1762 den Prälaten Lenti bei einer diplomatischen Reise nach Paris, wo er den Comte de Caylus und Jean-Jacques Barthélemy traf und zahlreiche Bücher erwarb. Daneben beteiligte er sich an den von du Tillot vorangetriebenen Reformen der öffentlichen Verwaltung und der Universität Parma, an der er daran mitwirkte, den Einfluss der Jesuiten zurückzudrängen. Nach der Aufhebung des Jesuitenordens wurde Paciaudi Aufseher über die Bildungsangelegenheiten des Herzogtums. 1763 erhielt er auch die Aufsicht über die archäologischen Ausgrabungen in Veleia, wo zudem eine lokale Antikensammlung eingerichtet wurde. 
Philipps Sohn und Nachfolger Ferdinand von Bourbon heiratete 1769 Erzherzogin Maria Amalia von Österreich. Unter dem Einfluss seiner Frau entließ er 1771 du Tillot und machte in der Folge viele der Reformen wieder rückgängig. Auch Paciaudi wurde Opfer dieser Ereignisse: Sein Assistent, der Benediktiner und Bibliothekar Andrea Mazza (1724–1793), zeigte ihn wegen Misswirtschaft und Unterschlagung an, woraufhin Paciaudi für fünf Monate im Konvent zur Heiligen Christina in Parma unter Hausarrest gestellt wurde. Schon 1772 wurde er rehabilitiert, die erbetene Entlassung aus dem herzoglichen Dienst erfolgte jedoch erst 1774. Er erhielt eine jährliche Rente und ließ sich in Turin nieder. Von dort wurde er jedoch 1778 wieder von Ferdinand nach Parma zurückgeholt, wo er 1785 starb. Sein Nachfolger als Bibliothekar wurde der Franziskaner Ireneo Affò (1741–1797).
Seit seiner Zeit als Wanderprediger stand Paciaudi in brieflichem Kontakt mit vielen europäischen Gelehrten. Dazu gehörten neben dem Comte de Caylus und Barthélémy beispielsweise Francesco Vettori, Philipp von Stosch, Domenico Silvio Passionei, Pierre-Jean Mariette, Joseph Pellerin und Antonio Francesco Gori, den er unter anderem bei Ankäufen für dessen Museum Etruscum im süditalienischen Raum unterstützte. Paciaudi war sowohl im Bereich der profanen als auch der christlichen Archäologie belesen, wobei ihm sein Amt als Buchrevisor in Neapel überaus hilfreich war. Zudem war er ein profunder Kenner der antiken Autoren. Bei seinen archäologischen Forschungen vertrat er den Standpunkt, dass die Autopsie von großer Bedeutung sei. Die von ihm verfassten Bücher zeugen von seiner großen Gelehrsamkeit. Er publizierte auf den Gebieten der Theologie, Numismatik, Epigraphik und Archäologie. Von besonderer Bedeutung sind die beiden Bände der Monumenta Peloponnesia commentariis explicita, in denen er griechische Kunstwerke aus venezianischen Sammlungen beschrieb. Wissenschaftliches Neuland betrat er durch seine im Briefwechsel mit dem Comte de Caylus vorgenommenen Deutungen antiker griechischer Grabreliefs unter archäologischen statt, wie bis dahin üblich, mythologischen Gesichtspunkten. Damit wurde eine typologische und ikonografische Deutung möglich. Paciaudis Bedeutung für die Altertumswissenschaften seiner Zeit zeigt sich nicht zuletzt in der großen Zahl von Mitgliedschaften in gelehrten Gesellschaften und Akademien, fast allen in Italien und vielen weiteren in Europa, insbesondere in Frankreich und deutschen Ländern, darunter der Académie des inscriptions et belles-lettres in Paris, der Accademia Toscana di Scienze e Lettere „La Colombaria“ in Florenz, der Societas Latina Jenensis in Jena und der Kurpfälzischen Akademie der Wissenschaften in Mannheim.

## Schriften (Auswahl)
- De sacris christianorum balneis. Venedig 1750 (Digitalisat, die älteste Monographie zur Geschichte der frühchristlichen Baptisterien).
- De cultu S. Joannis Baptistae antiquitates Christianae. Rom 1755 (Digitalisat).
- De athletarum κυβιστήσει in palaestra Graecorum commentarius. Rom 1756.
- Monumenta Peloponnesiaca. 2 Bände, Rom 1761 (Digitalisat Band 1, Band 2).
- Memorie de' gran maestri del sacro militar Ordine Gerosolimitano. 3 Bände, Stamperia Reale, Parma 1780.
- Lettres de Paciaudi,... au comte de Caylus , avec... un essai sur la vie et les écrits de cet antiquaire italien... par A. Sérieys. Paris 1802 (Digitalisat).